# 2018 en droit
Cet article présente les faits marquants de l'année 2018 en droit.

## Naissances et décès
- Naissances

- Décès
  - 1er janvier : Manuel Olivencia Ruiz, juriste espagnol, né en 1929, mort à 88 ans.

## Évènements

### Mars
- 29 mars : en France, ratification des ordonnances de la Loi Travail 2 réformant le Code du travail.

### Décembre
- 18 décembre : adoption par l'Assemblée générale des Nations unies à une très large majorité du Pacte mondial sur les migrations (Droit mou).
- 21 décembre : arrêt Société Eden (le Conseil d'État consacre le « principe de l'économie des moyens » : le juge administratif n'est pas tenu d'examiner tous les moyens invoqués et peut se contenter de retenir le moyen le plus pertinent. Dans son arrêt, le Conseil d'État distingue deux cas : la combinaison de conclusions d'annulation et de conclusions d'injonction ; la hiérarchisation de conclusions principales et de conclusions subsidiaires).

## Événements par nature juridique

### Résolutions du Conseil de sécurité des Nations unies
- Liste des résolutions du Conseil de sécurité des Nations unies adoptées en 2018

### Jurisprudence
- 21 décembre 2018 : arrêt Société Eden (le Conseil d'État consacre le « principe de l'économie des moyens » : le juge administratif n'est pas tenu d'examiner tous les moyens invoqués et peut se contenter de retenir le moyen le plus pertinent. Dans son arrêt, le Conseil d'État distingue deux cas : la combinaison de conclusions d'annulation et de conclusions d'injonction ; la hiérarchisation de conclusions principales et de conclusions subsidiaires).